# Roberto Berardi

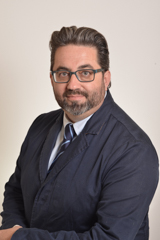
Roberto Berardi

Roberto Berardi (nascido em 4 de junho de 1972) é um político italiano que actua como senador desde 23 de março de 2018.